# Anduzedoras oxyrhynchus
Anduzedoras oxyrhynchus es una especie de pez de la familia Doradidae en el orden de los Siluriformes.

## Morfología
Los machos pueden llegar alcanzar los 32,3 cm de longitud total.

## Hábitat
Es un pez de agua dulce y de clima tropical.

## Distribución geográfica
Se encuentran en Sudamérica:  cuencas de los ríos  Negro y Orinoco.